# یواس‌اس پنگوئن (ای‌ام-۳۳)
یواس‌اس پنگوئن (ای‌ام-۳۳) (به انگلیسی: USS Penguin (AM-33)) یک کشتی بود که طول آن ۱۸۷ فوت ۱۰ اینچ (۵۷٫۲۵ متر) بود. این کشتی در سال ۱۹۱۸ ساخته شد.